# Вулиця Кравса
Вулиця Кравса (також — Генерала Кравса) — вулиця у Личаківському районі міста Львів, місцевість Великі Кривчиці. Пролягає від вулиці Наступальної углиб садибної забудови, завершується глухим кутом.

## Історія та забудова
Вулиця виникла у складі села Кривчиці під назвою Наступальна бічна. Сучасна назва — з 1993 року, на честь генерала Української Галицької Армії Антіна Кравса.
Має типову дачну забудову.